# Baitera

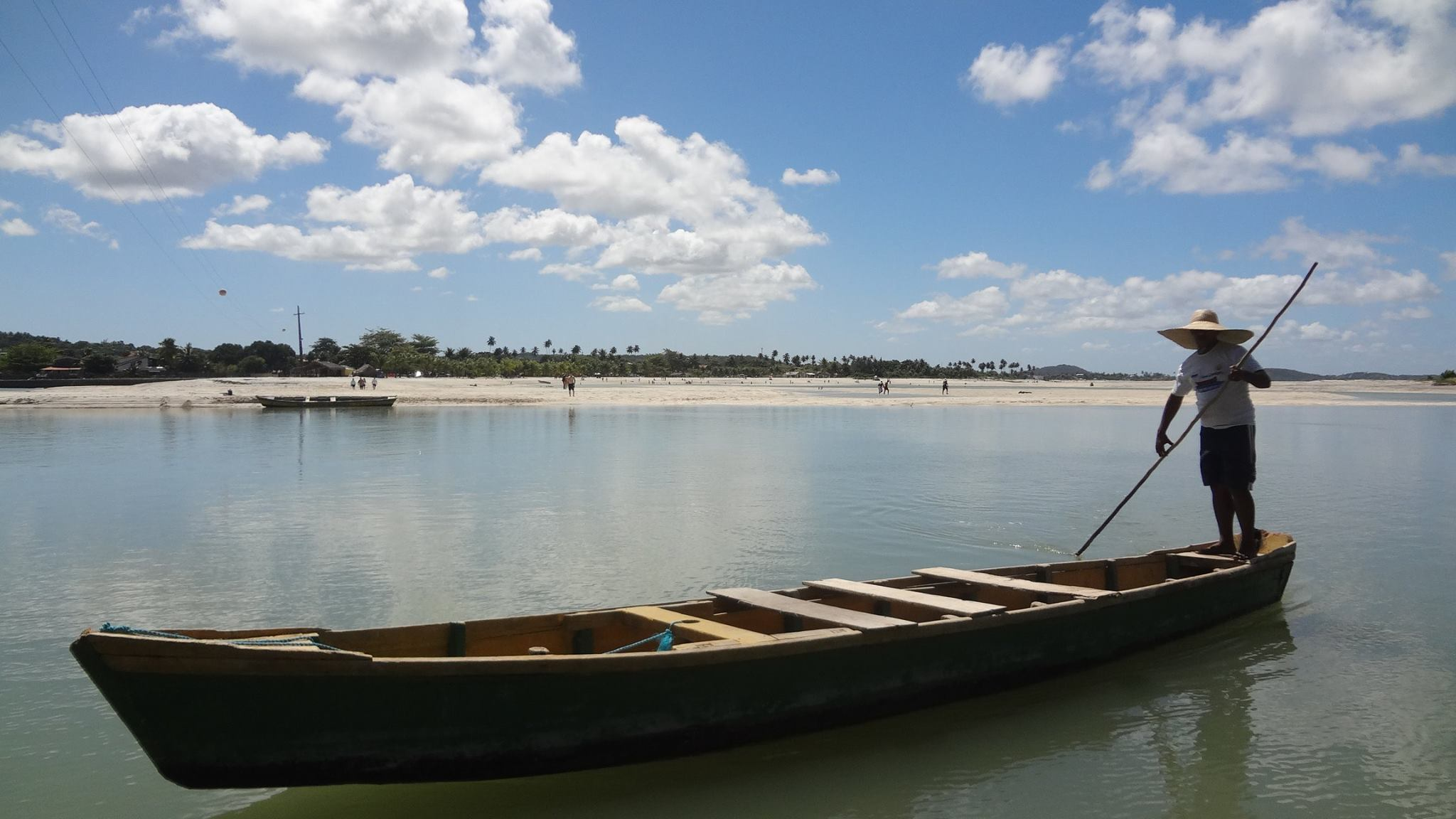
Homem em um tipo de baiteira, na Ilha de Itamaracá.

Baitera (ou baiteira), também conhecida como patacho, é um pequeno barco de pesca artesanal muito utilizado pelas comunidades de pescadores do balneário de Vila Velha, no Espírito Santo, em outras regiões ao longo da costa brasileira, como na Ilha de Itamaracá e em Itapissuma, no Estado de Pernambuco, com algumas variações em seu formato.

## Formato
Com cerca de 3 m de comprimento, seu formato o diferencia do caiaque e da canoa pela largura e abertura laterais. Isto possibilita que os pescadores se distanciem da costa para pescar. A baiteira navega em mares com ondulações onde outros tipos de embarcações pequenas não navegam.
Outra característica da baiteira é que ela possui encaixe para adaptação de velas, comumente denominadas pelas comunidades pesqueiras de Itapoã e Praia da Costa, em Vila Velha, como "panos".